# Aires de Saldanha
Aires de Saldanha (Santarém, 10 maggio 1542 – Nossa Senhora dos Mártires, 19 agosto 1605) è stato un militare e politico portoghese, che tra il 25 dicembre 1600 e la metà del mese di gennaio del 1605 ricoprì l'incarico di 17° Viceré e Governatore dell'India.

## Biografia
Nacque a Santarém il 10 maggio 1542, figlio di António de Saldanha, compagno d'armi di Afonso de Albuquerque e ammiraglio del Mar Rosso e di Sofala, e di Joana de Albuquerque.
Andò in India nel 1558, a seguito del viceré Constantino de Bragança, prestando servizio per volta per dodici anni nella regione. Prese parte alla spedizione a Jaffanapatnam, a una missione di soccorso a Kannur nel 1564 e fu inviato a Daman nel 1565 per aiutare la città assediata dall'imperatore Moghul Akbar. Al suo ritorno in Portogallo nel 1570, sposò Joana de Albuquerque, da cui ebbe tre figli. Tornò poco tempo dopo in India, prestando servizio sotto il viceré Rui Lourenço de Távora. Fu nominato capitano di Solor e Timor nel 1571 e poi capitano di Malacca dal 1576 al 1579, la cui giurisdizione comprendeva anche le Molucche. Qui fece costruire il forte di Tidore dopo che i portoghesi erano stati cacciati da Ternate nel 1575. Dopo il suo ritorno in Portogallo fu nominato governatore di Tangeri, incarico che mantenne per nove anni (17 giugno 1591-24 agosto 1599). Quando dall'India giunsero alla corte di Lisbona notizie di cattiva amministrazione, egli fu nominato 17° Viceré e 34º Governatore dell'India il 21 febbraio 1600, e fu rimandato in Asia il 22 aprile imbarcato sulla caracca São Valentim. Il 28 ottobre raggiunse Cochin e la capitale coloniale Goa il giorno di Natale.
Nel nominarlo il re gli aveva affidato come missione principale quella di organizzare una grande spedizione punitiva nel sud-est asiatico contro gli olandesi e chiunque li aiutasse nella regione. Filippo II intendeva che il viceré si ponesse lui stesso al comando, convinto del fatto che Saldanha, che aveva precedentemente come capitano di Malacca, fosse l'uomo più adatto a tale compito. Una volta arrivato in Asia, invece, il nuovo viceré preferì delegare l'incarico ad André Furtado de Mendonca, un famoso comandante che in precedenza si era distinto nella guerra contro i musulmani Mappila di Calicut (India sudoccidentale).
Durante il suo mandato, nel 1601 cercò di concludere un trattato di pace con il re Akbar, impiegando, su autorizzazione di Jerónimo Xavier, padre superiore dei gesuiti, frate Bento de Góis nominato ambasciatore straordinario alla corte del Gran Moghul. Nel 1601 re Filippo II del Portogallo scrisse una lettera allo Scià di Persia ʿAbbās I il Grande nel tentativo di concludere un trattato di alleanza militare tra i due paesi in funzione anti turca.   L'arcivescovo di Goa, don Aleixo de Meneses, riuscì a convincerlo il viceré a mandare una lettera allo Scià di Persia, tramite i religiosi del proprio ordine, per tentare di convertire al cristianesimo il re e il suo popolo, incitando nel contempo il re ad entrare in guerra con l'Impero ottomano.
Nel 1692, assecondando il desiderio di Manuel Godinho de Erédia (1563–1623) di trovare le Isole d'Oro che ricoprivano un ruolo di primo piano nella leggenda malese, decise di stanziare uomini e mezzi per tale compito, ma scoppiarono guerre locali ed Erédia fu chiamato a prestare servizio come soldato e ingegnere militare e tale spedizione non ebbe mai luogo.
Il 19 maggio 1605 egli cedette la carica di viceré al suo successore, Martim Afonso de Castro. Sulla via del ritorno dall'India al Portogallo, a bordo della caracca Nossa Senhora dos Mártires  morì il 19 agosto, pochi giorni prima di arrivare sull'isola di Terceira, nelle Azzorre. Inizialmente venne sepolto nella cattedrale di Angra do Heroísmo, e successivamente la salma venne traslata a Santarém. Non e noto in quale delle oltre 50 chiese della città egli abbia trovato la sua ultima dimora.

### Annotazioni
1. ↑  Un soldato e navigatore che scoprì la baia di Saldanha. La coppia ebbe dodici figli.
2. ↑  Tale nave era scortata da altre tre imbarcazioni, le caracche São Francisco (capitano Fernão Rodrigues de Sá, che morì prima di raggiungere Goa), São Felippe (capitano Gaspar Palha), e São João (capitano Gonsalo Caldeira).

### Fonti
1. ↑  Costa Quintella 1839, p. 475.
2. ↑  Hemeroteca Digital.
3. 1 2 3  Xavier 1853, p. 34.
4. 1 2  De Sousa Pinto 2012, p. 37.
5. ↑  Carvalho da Costa 1712, p. 122.
6. ↑  Costa Quintella 1839, p. 121.
7. ↑  De Sousa Pinto 2012, p. 97.
8. 1 2 3  Ebrary.
9. 1 2 3  Carvalhal, Murteira, de Jesus 2021, p. 144.
10. ↑  Didier, Garcia 2008, p. 174.
11. 1 2  Didier, Garcia 2008, p. 208.
12. ↑  Australian Dictionary on Biography.